# Parc de Dieppe
Le parc de Dieppe est un petit parc public de Montréal situé à l'extrémité de la presqu'île de la Cité-du-Havre dans l'arrondissement Ville-Marie.

## Histoire

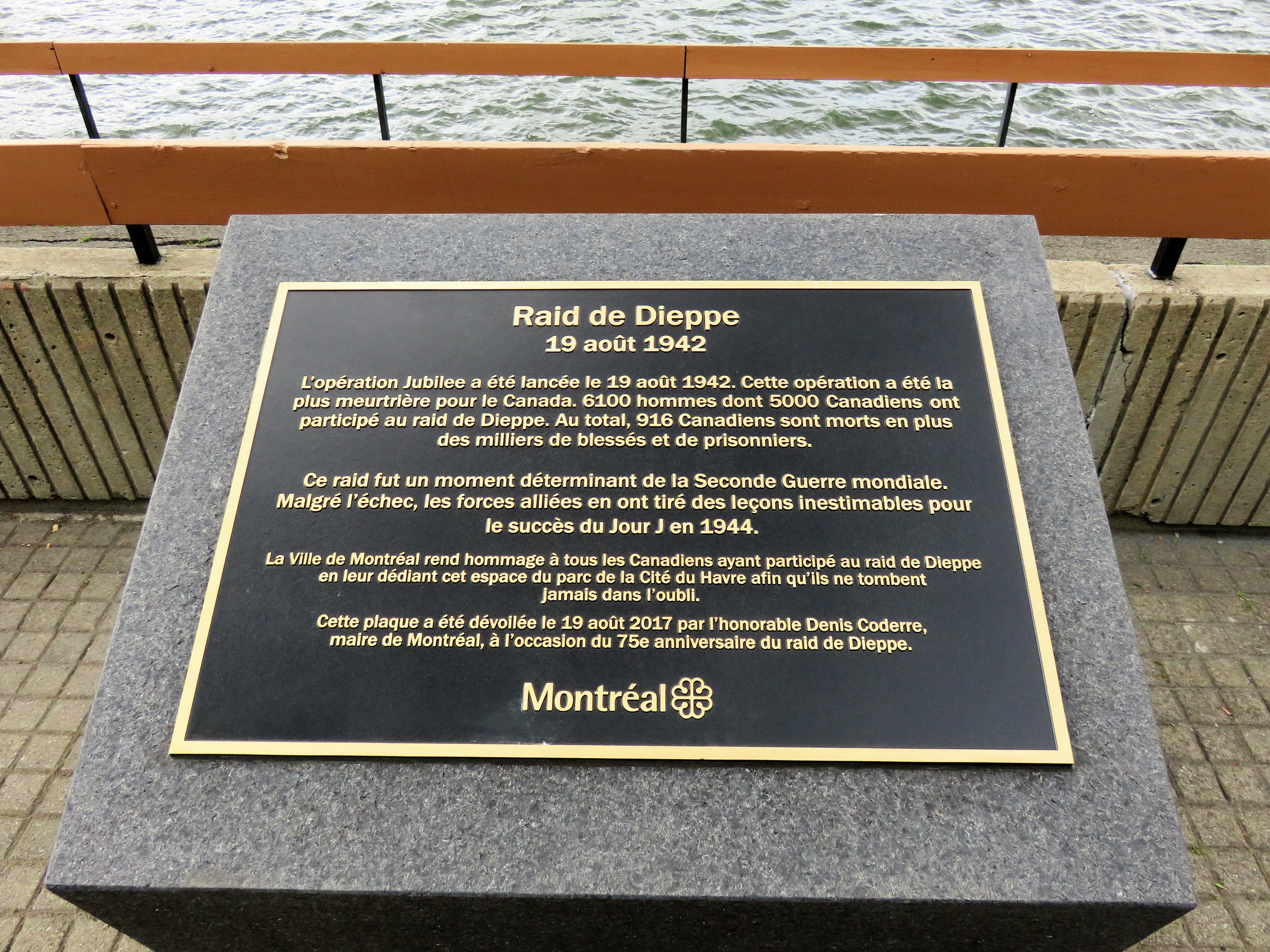
Plaque commémorative du raid de Dieppe, parc de Dieppe, Montréal

Le parc de Dieppe occupe la pointe de la presqu'île de la Cité-du-Havre. Celle-ci résulte de l'allongement et de l'élargissement, en vue de l'Exposition universelle de 1967, de la précédente Jetée Mackay qui était une digue de protection du port contre les débâcles printanières du fleuve Saint-Laurent et les inondations consécutives du Vieux-Montréal. Cette presqu'île, construite de main humaine, fut choisie pour constituer, avec les îles  Sainte-Hélène et Notre-Dame, le site de l' Expo 1967 . Le terrain situé près et au-delà de l'emprise du  pont de la Concorde qui donne accès à l'île Sainte-Hélène,  toujours demeuré espace vert, a été aménagé en parc et nommé Parc de la Cité-du-Havre, dénomination qui fut officialisée le 24 janvier 1992.

Le toponyme a été modifié en 2017 en celui de Parc de Dieppe pour commémorer le raid de Dieppe et l'effort de guerre du fort contingent de soldats canadiens qui y ont participé. En date du 19 août 2017 une plaque commémorative y a été dévoilée par le maire de Montréal Denis Coderre pour souligner les 75 ans du raid de Dieppe, en Normandie, France, ayant eu lieu le 19 août 1942, rendre hommage aux valeureux soldats canadiens qui y ont combattu et reconnaître le sacrifice ultime d'un très grand nombre d'entre eux,.

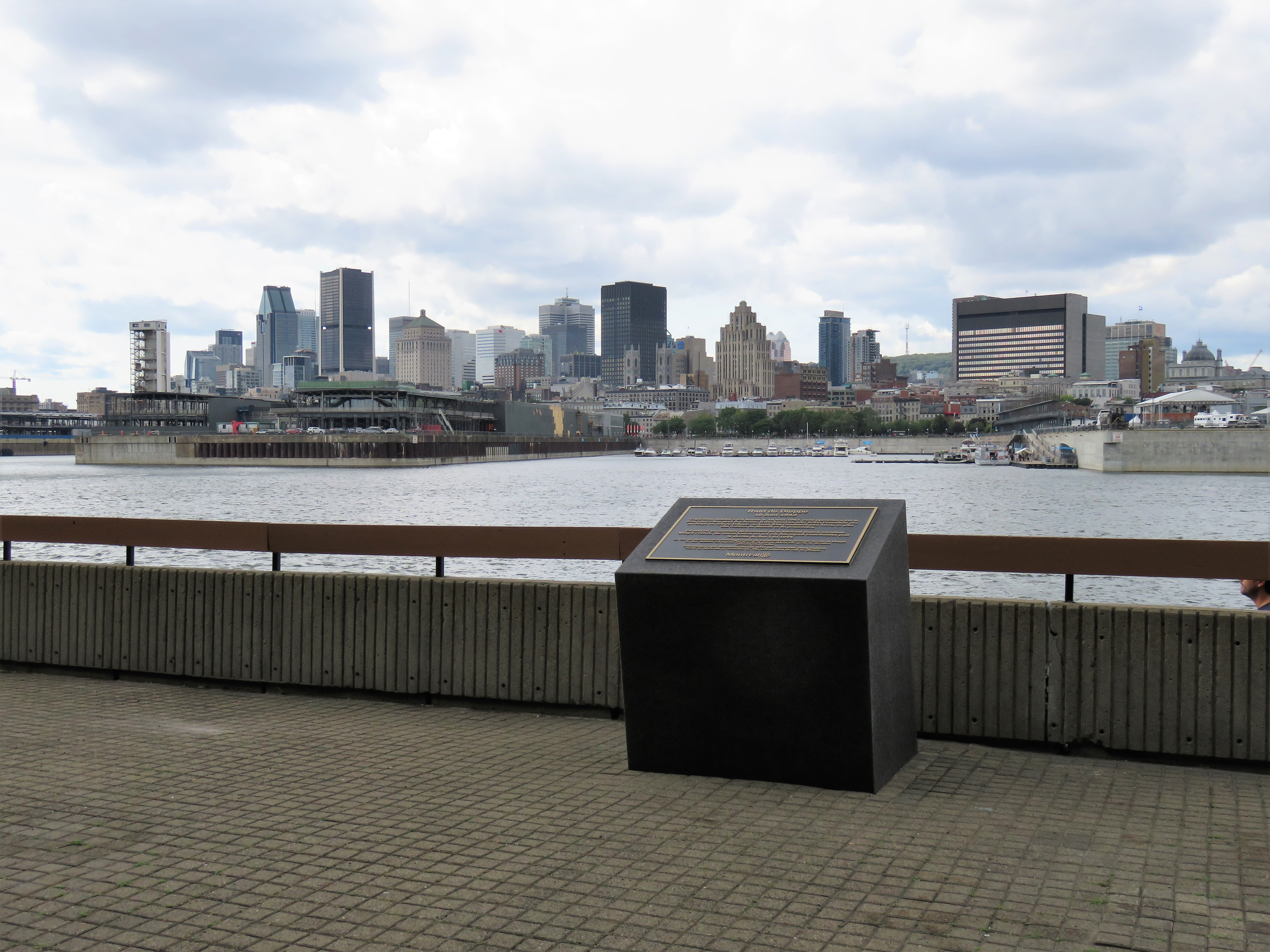
Plaque commémorative du raid de Dieppe, parc de Dieppe, Montréal

## Description

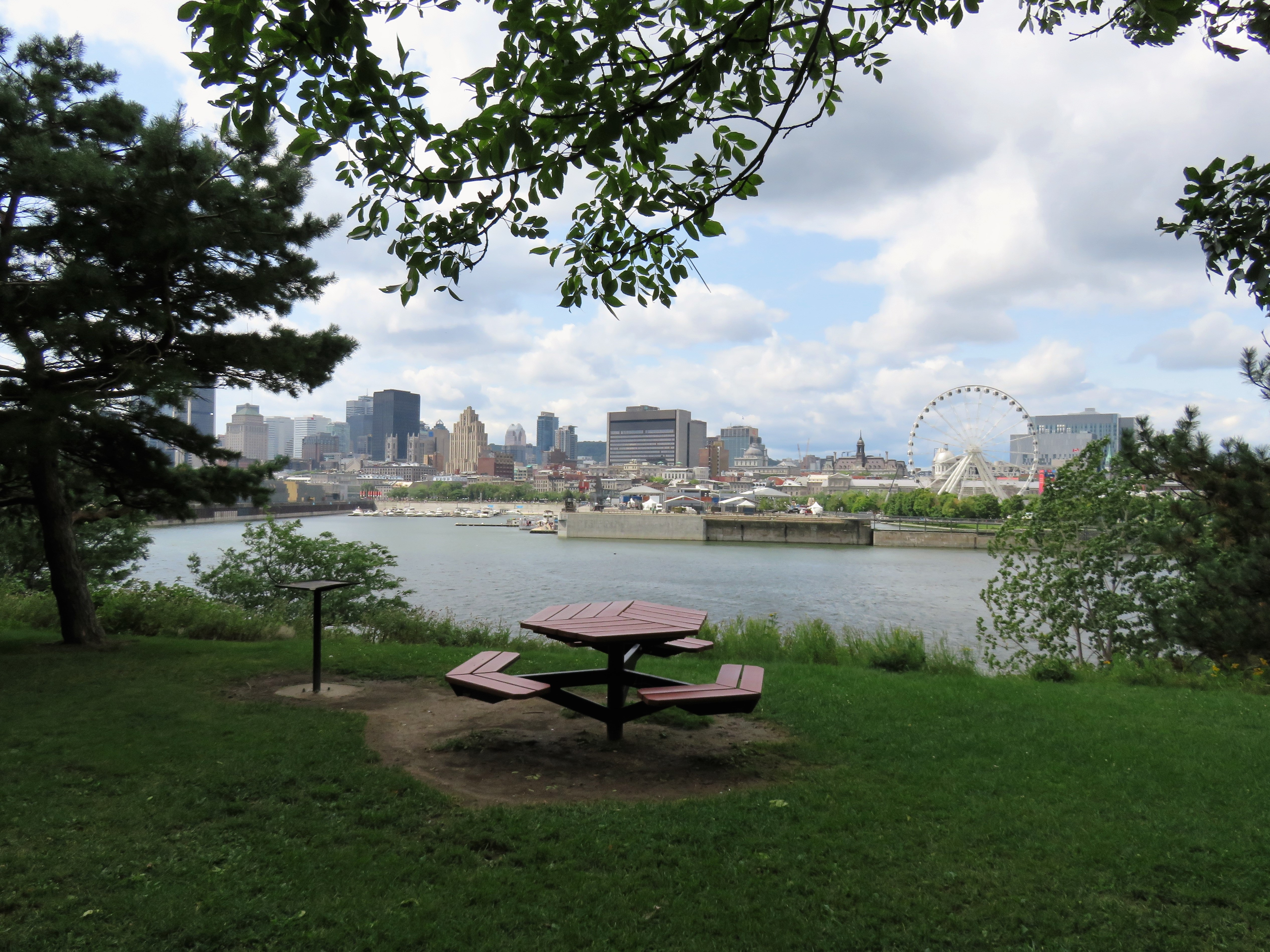
Vue de Montréal depuis le parc de Dieppe

Le parc est de petite superficie (sept hectares), mais offre un excellent point d'observation du fleuve Saint-Laurent, du Vieux-Port et du Centre-Ville de Montréal. Le site est pourvu d'un belvédère et d'un pavillon ouvert situés judicieusement sur l'extrême pointe du parc et de la presqu'île. Le parc est sillonné de sentiers destinés aux visiteurs, marcheurs ou cyclistes. Il dispose d'aires de pique-nique munies de nombreuses tables et de BBQ où les gens apportent des briquettes. L'accès facile aux berges attire des pêcheurs récréatifs qui y capturent entre autres le doré, l'achigan et même l'esturgeon.

## Activités

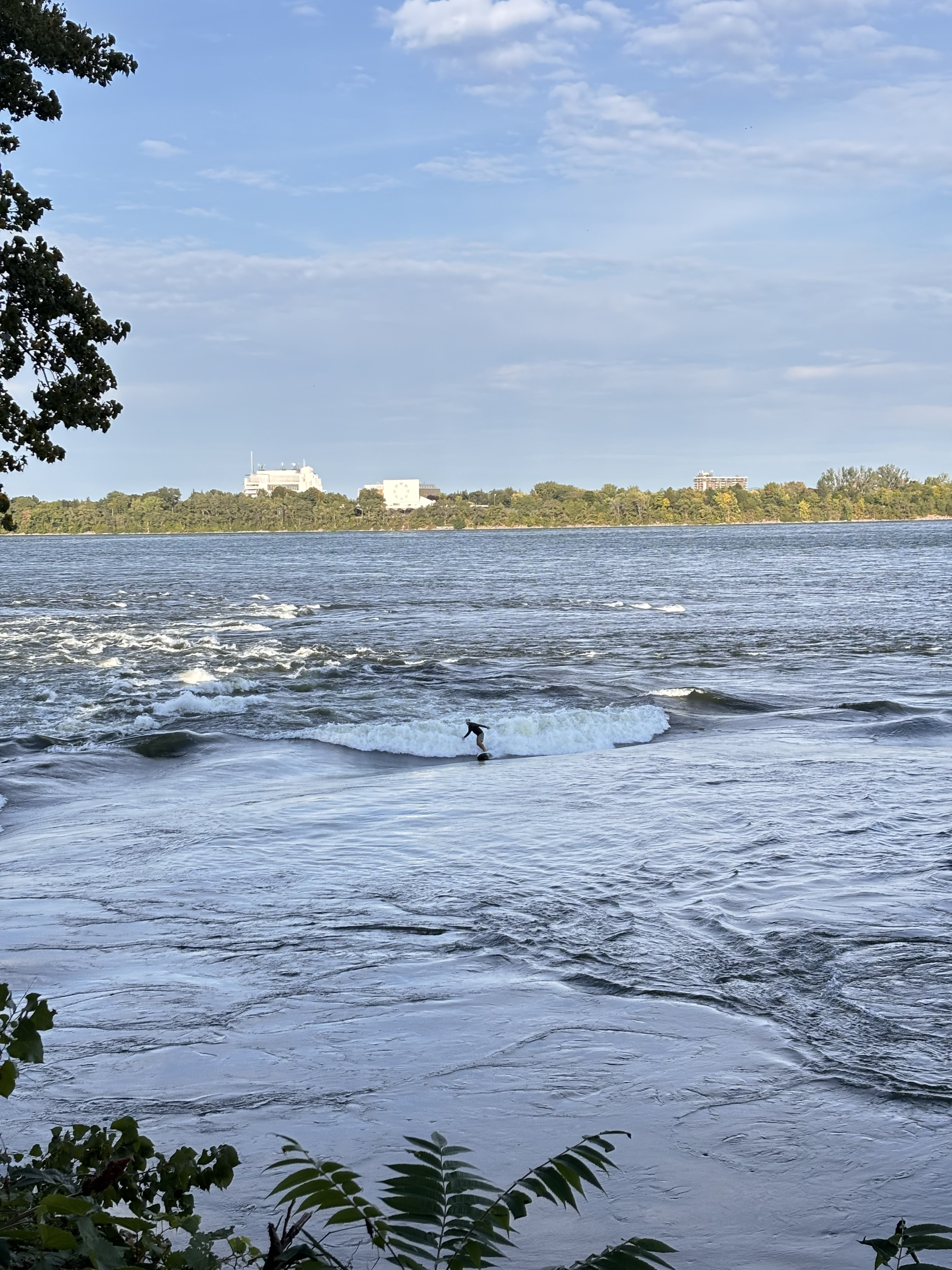
Personne surfant sur la vague proche du parc de Dieppe

### Surf et kayak
Un peu plus loin, derrière Habitat 67, un petit chemin mène au bord du Saint-Laurent. A l’horizon, le pont Victoria est visible et encore plus loin, le pont Champlain. Très prisé des surfeurs, vous pourrez y voir une des plus grandes vagues naturelles de Montréal. A toutes les périodes de l’année, les surfeurs maîtrisent les vagues. Parfois, il y a également des kayaks qui s’aventurent à la recherche de sensations fortes. Il est conseillé de porter une combinaison car l’eau est fraîche toute l’année (en moyenne 5°C). 

### Météo
En hiver, il est plus dangereux de s’y aventurer. En effet, à cause des températures négatives extrêmes au Québec, des petits glaciers naviguent sur le Saint-Laurent rendant la pratique plus complexe. Cependant, un surfeur s’est donné l’objectif de surfer une fois par jour pendant un an, quelle que soit la météo et les températures.

### Formation de la vague
Plusieurs rochers créent cette vague. « Contrairement à la mer, où l'eau est immobile et où ce sont les ondes qui se déplacent, dans les rivières c'est l'eau qui se déplace et les ondes de vague qui demeurent statiques. » Avec le courant, l’eau va heurter la pierre. Cette rencontre crée une compression du flux d'eau qui se trouve contrainte de contourner, de s'accumuler, ou de se soulever pour passer ce rocher, non loin de la surface, créant une vague de quelques mètres. 
C’est donc grâce à la présence d’un rocher peu profond et de la vitesse de l’eau que ce spot connu des surfeurs devient un lieu de rencontre entre passionnés.
Des écoles de surf dispensent cette pratique pour les plus téméraires. Il est conseillé d’avoir déjà quelques bases de surf dans l’océan pour réellement réussir. 
A Montréal, la vague à Guy est également connu pour pratiquer le surf.